# Chelorchestia colombiensis
Chelorchestia colombiensis es una de las cinco especies conocidas del género Chelorchestia del mundo. Fue descubierta en Bahía Málaga por los investigadores del grupo de Ecología Animal del Departamento de Biología de la Universidad del Valle, Bellineth Valencia Ramírez y Alan Giraldo.

## Biología
C. colombiensis es un pequeño arácnido bentónico de rápidos movimientos, que habita en las zonas rocosas intermareales asociado a las algas incrustantes que allí crecen. El Holotipo corresponde a un espécimen colectado en la franja litoral del sector  suroeste de Isla Palma, en el departamento del Valle del Cauca en Colombia.

## Proceso de Investigación y Descubrimiento
El grupo de investigación realizó muestreos durante dos años, realizaron disecciones de 120 especímenes, tanto machos como hembras, para determinar las características morfológicas de la especie. La especie se diferencia por la presencia de una joroba en una de sus quelas (tenaza delantera), la forma de su mandíbula y sus antenas, y la relación de la longitud de sus partes. Estas fueron las características que permitieron comparar a esta especie y corroboraron su clasificación como Chelorchestia colombiensis. Finalmente en 2009 la investigación fue publicada en la prestigiosa revista Crustaceana, reconociéndose oficialmente a Chelorchestia colombiensis como una nueva especie para el mundo.